# Roman Piotrowski (górnik)
Roman Piotrowski pseud. Maurice, Zygmunt (ur. 31 sierpnia 1911, zm. 6 sierpnia 1944 w Jouqueville nad rzeką Viaur) – górnik, działacz Francuskiej Partii Komunistycznej i Francuskiego Ruchu Oporu.
Brak danych dotyczących miejsca urodzenia, rodziców, lat młodzieńczych i okoliczności emigracji do Francji. W ostatnich latach przed wybuchem II wojny światowej mieszkał w Faulquemond w departamencie Moselle, gdzie pracował jako górnik w kopalni firmy Houillers de Sarre et Moselle. Tam nawiązał kontakt z Francuską Partią Komunistyczną (FPK), z jej sekcją robotników cudzoziemskich MOI (Main d'Oeuvre Immigre). W związku z ewakuacją obszarów przyległych do linii Maginota 1 września 1939 został przesiedlony do zagłębia przemysłowo-górniczego St. Etienne (departament Loire). Mieszkał i pracował w mieście Chambon-Fougerolles. Co najmniej od 1942 kontaktował się z podziemiem komunistycznym. Działał początkowo w polskich komórkach FPK/MOI, następnie w tworzonych przez nie grupach bojowych FTPF (Francs-Tireurs et Partisans Francais) kierowanych w tym okręgu przez Władysława Tylca. "Trójka" bojowa Piotrowskiego, w skład której wchodzili m.in. Mikołaj Tereszko i Józef Gdula, wykonywała akcję wymierzone głównie przeciw produkcji zakładów pracujących na potrzeby niemieckiego okupanta, zgodnie z ówczesną generalną zasadą FPK w walce podziemnej. Przy pomocy górniczych materiałów wybuchowych niszczono stacje transformatorowe i słupy linii wysokiego napięcia zasilających fabryki, a także niszczono bezpośrednio urządzenia produkcyjne, np. w fabryce łożysk kulkowych w dzielnicy Bellevue we wrześniu 1943. Piotrowski wykazywał wielką odwagę, pomysłowość i inicjatywę w przeprowadzaniu tych akcji, zyskując opinię dobrego bojowca. W listopadzie 1943 brał bardzo żywy udział w przygotowywaniu strajków, które według zamierzeń FPK miały przerosnąć w kampanię strajkową wszystkich zagłębi przemysłowo-górniczych, rodzaj "próby generalnej" przyszłego strajku poprzedzającego powstanie. 10 listopada 1943 Piotrowski organizował "masówki" w kopalniach, w czasie których przemawiał do polskich górników. W nocy z 10 na 11 listopada wraz z M. Tereszką dywersją w szybie zatrzymał kopalnię La Chana, dając tym sygnał do strajku, który objął kilkanaście kopalni, zakłady Hotchkissa, tramwaje.
15 listopada 1943 grupa "Maurice'a" wykonała akcję na kasę kopalni Terrenoire, w której zginął M. Tereszko. Piotrowski, zagrożony aresztowaniem, ukrywał się i został skierowany przez kierownictwo polskich grup FPK strefy południowej do okręgu Tarn jako dowódcę grup bojowych w zagłębiu Carmaux podlegających 35 Brygadzie FTPF/MOI, której sztab znajdował się w Tuluzie. W maju oddział "Zygmunta" liczył już 40 ludzi, a po lądowaniu w Normandii podwoił stan. Otrzymał nazwę kompania FTPF Nr 4214 i wszedł formalnie w skład FFI (Forces Francaises de l'Interieur), a "Maurice" otrzymał stopień kapitana FFI. Wykonywał akcje na transport drogowy i kolejowy, znosił mniejsze posterunki, wysadzał linie wysokiego napięcia. 12-18 lipca 1944 kompania 4214 pod dowództwem Piotrowskiego uczestniczyła w operacji mającej na celu opanowanie Tuluzy. Nie zdobyto jednak miasta, gdyż oczekiwane posiłki nie nadeszły, a garnizon nie przeszedł na stronę partyzantów. 6 sierpnia 1944 zgrupowanie zostało zaatakowane przez Niemców. "Zygmunt" zginął osłaniając odwrót. W 1945 został pośmiertnie odznaczony Krzyżem Grunwaldu III klasy.